# Yentna River
Der Yentna River ist ein etwa 130 Kilometer langer rechter Nebenfluss des Susitna River im Süden des US-Bundesstaats Alaska. 

## Geographie

### Quellflüsse
Der West Fork Yentna River ist der rechte Quellfluss des Yentna River. Der 75 Kilometer lange Fluss entspringt in der Alaskakette 7 Kilometer westlich des Mystic Pass. Er durchfließt das Gebirge in anfangs südlicher, später in östlicher Richtung. Dabei entwässert er die Nordseite der Kichatna Mountains. 
Der East Fork Yentna River ist der linke Quellfluss des Yentna River. Der 45 Kilometer lange Fluss entsteht am unteren Ende des Yentna-Gletschers. Der Dall-Gletscher endet wenige Kilometer flussabwärts direkt am Fluss.

### Verlauf
Der Yentna River entsteht am Zusammenfluss von West Fork und East Fork Yentna River an der Südostflanke der Alaskakette. Er strömt in überwiegend südsüdöstlicher Richtung durch das Tiefland und mündet schließlich nahe der Ortschaft Susitna in den Susitna River.
Der Yentna River entwässert ein Areal von ca. 16.000 km². Der mittlere Abfluss beträgt etwa 575 m³/s.

### Nebenflüsse
Größere Nebenflüsse sind Kahiltna River von links sowie Kichatna River und Skwentna River von rechts.